# لیدی الیزابت (۱۸۶۹)
لیدی الیزابت (۱۸۶۹) (به انگلیسی: Lady Elizabeth (1869)) یک کشتی است که طول آن ۴۸٫۷ متر (۱۶۰ فوت) می‌باشد. این کشتی در سال ۱۸۶۹ ساخته شد.